# Veslački klub Istra
Veslački klub Istra utemeljen je pod imenom Società Nautica Pietas Iulia 19. rujna 1886. u Puli. Član je Hrvatskoga veslačkog saveza.

## Više informacija
- Nautičko društvo Pietas Julia

## Vanjske poveznice
- Službene stranice Veslačkoga kluba Istre